# 自身番
自身番（じしんばん）は、江戸時代に江戸や大坂などの町人地に設けられた番所。町内警備を主な役割とし、町人によって運営された。自身番の使用した小屋は自身番屋・番屋などと呼ばれた。江戸町奉行所の出張所・町年寄が詰める江戸町会所の連絡所・町内事務所・町内会所・消防団詰所・交番の機能を兼ねた施設であった。ここに詰めた番人は番太と呼ばれた。

## 番屋
番屋は、たいていは東西の往来の大通りに面した四ツ辻の南側角に設置された。9尺2間というきまりだが、実際には2-3間ぐらいはあり、土間と奥に畳を敷いた部屋がある。炉が切ってあり、冬には夜番の者がここで温まった。戸口は右側に「自身番」、左側に「三河町」といった町名が太く墨書された腰障子となっていて、元禄11年（1698年）の規定では夜も障子が閉めず開け放しと定められていた。表の柱には、片方に「自身番」もう一方に「何々町」と町名が書かれた短冊型の行灯がかけられていた。番屋に寄合って話すことは禁止、当番の者は食事も番屋でなく各自の家でするとされていた。
しかし、これらの規定はあまり守られず、天保12年（1841年）6月の「臨時廻上申書」では自身番屋で家主たちが集まって酒食しその代金を町入用のなかに加えることが多いと指摘され、同13年（1842年）正月の「南町奉行同心上申書」では自身番屋の定番人のなかには妻帯者がおり、同心が番屋に行ったおり女房が挨拶することもあって、取締り上よろしくないと記している。番人の住居と化したり、造作を一般家屋同様にし二階建てにしたりと番屋の建物の大きさに関する規定も守られず、享保15年正月の町触では自身番が大きく立派になるようだからそういうことのないように、夜番の時には炉をやめて火鉢にし、経費節減のためにいくつかの町で共同の自身番にするようにという達しが出され、寛政年間には今まで増築した分は小さく建て直すようにと、奉行所からはたびたび申渡しがされた。
自身番屋とは別に木戸番屋があるが、これは町ごとにある木戸の傍に設けられた、6尺×9尺の広さの番屋で、自身番とは別のものである。木戸番屋・自身番屋ともに、各町内の大通りの両端に設置された木戸に接して建てられており、一方に木戸番が、もう一方に自身番が詰めた。自身番屋が四ツ辻の南側角にあるなら、木戸番屋は北の角にあった。

## 機能・業務
江戸においては町奉行の監督下にあり、享保年間に町人地の各町ごとに設けられ（町の規模によっては2、3ヵ町で共同で設置。これを「最合（もあい）」という）、幕末の嘉永3年（1850年）9月には994の番屋があったと伝えられている。各町は日本橋を中心起点として江戸城を囲んで時計回りに21の組に割り付けられ、各組それぞれ壱番組 67、弐番組 74、参番組 55、四番組 30、五番組 35、六番組 49、七番組 46、八番組 51、九番組 79、拾番組 28、拾壱番組 49、拾弐番組 35、拾参番組 56、拾四番組 64、拾五番組 88、拾六番組 44、拾七番組 66、拾八番組 23、拾九番組 19、弐拾番組 18、弐拾壱番組 13、番外品川 18、番外吉原 17の番屋があった。
運営の費用は各町が負担した。初期には町の地主自身が番屋で警備をしたため、自身番と呼ばれた。寄合所としても使用され、町内の事務処理も自身番屋で行われた。奉行所からの町触や差紙（呼出状）を受け取り、町内への通知や呼び出しを受けた者への送達、出生届・死亡届・勘当届・迷子・捨子・行倒れの世話やその届といった戸籍事務・人別帳管理・3年目ごとに提出する人口統計・町入用の割付の計算・町内の出来事などを書き記す「自身番日記」の作成がその内容であった。ほかにも、町内に不審な者がいたら自身番に留め置き、巡廻に来た定町廻り同心に引き渡すまで番もした。天保年間の制度では、夜になると五人番または三人番というメンバーで番屋に詰めて毎夜警戒にあたった。五人番は、大町および2、3ヵ町共同の番屋で、家主1人・店番（たなばん、地借表店の者）2人、雇入の者2人。三人番は小町の番屋で、家主・店番・雇人が1人ずつという組み合わせだった。
のちには地主に代わって町内の家主や雇い人である町代・書役が自身番での事務を担当している。享保6年（1721年）9月に町年寄から町代をおいてはならぬという達しがあった後に置かれたのが書役だが、その仕事内容は同じである。町代・書役は自身番に詰めて名主・家主の仕事を代行した。延享2年（1745年）5月や寛政8年（1796年）4月に、書役に任せず名主・家主が自ら働くようにという戒告が出されたが、ほとんど守られなかった。書役は住み込みではなく自宅からの通いで、給金は町入用の中から出された。
自身番は町内を見回り、不審者がいれば捕らえて奉行所に訴えた。また、火の番も重要な役割であり、自身番屋の多くには、屋根に梯子（小規模な火の見櫓）や半鐘が備えられていた。このため、捕り物道具や纏・鳶口・竜吐水・玄蕃桶（げんばおけ）・梯子・釣瓶といった火消道具が番屋内に用意され、半鐘が鳴らされると町役人・火消人足が自身番にかけつけて道具を持ち出し、勢揃いしてから火事場に赴いた。火事の際の炊出しも自身番で行なった。番屋の維持修繕費や火消し用具などの備品費などの諸費用は書役の給金同様、町入用で賄われた。
三廻の定町廻り同心が手先を連れて、毎日町々の自身番屋を訪ねて、「番人」と声をかけると中にいる家主と番人が「ハァー」と返事をする。続けて、「町内に何事もないか」と問うと「ヘエーエ」と答えた。町内で犯罪の容疑者がいれば、定町廻り同心によって、その者が住む町の自身番屋で取り調べが行われた。そのために、番屋内部の柱には鉄の環がうちつけてあり、捕らえた者の捕縄尻をそこに結わえつけられるようにしてあった。町中で不審者を捕らえた場合は、最寄りの自身番屋に連行し、同様に取り調べられた。取り調べて怪しいと判断された者は大番屋に移された。大番屋は、自身番屋の中でも特に大きな番屋で、通常の番屋とは違って留置場の設備があって、容疑者はそこに収監され改めて取り調べを受けた。
自身番の中で、親父橋際にあった番屋は、市中引き回しにされた罪人の休憩所として知られていた。
大坂においては会所とも呼ばれ、江戸のように独立した建物ではなく、一般の町家と軒並に作られており、会所守が家族と一緒に住み込んでいた。